# Jac Diehl
Jac Diehl, eigentlich Jacob Diehl (* 25. Oktober 1901 in Ludwigshafen am Rhein; † 10. Dezember 1978 in Rostock), war ein deutscher Schauspieler.
Nach seinem Debüt im Kurzfilm Schnitzel fliegt! spielte Diehl in etwa einhundert Filmen und einigen Fernsehstücken bis zu seinem Abschied, dem 1966 für den Bildschirm entstandenen Oben fährt der große Wagen, meist kleinere Rollen. Nach dem Zweiten Weltkrieg nahm er, nun in der DDR lebend, auch an Hörspielproduktionen teil und war dort als Bühnenschauspieler, u. a. am Volkstheater Rostock tätig.

## Filmografie (Auswahl)
- 1935: Das Mädchen Johanna
- 1936: Boccaccio
- 1936: Das Hofkonzert
- 1936: Savoy-Hotel 217
- 1937: Und du mein Schatz fährst mit
- 1937: Zu neuen Ufern
- 1938: Die kleine und die große Liebe
- 1938: Urlaub auf Ehrenwort
- 1938: Der unmögliche Herr Pitt
- 1938: Verklungene Melodie
- 1938: Sergeant Berry
- 1938: Mordsache Holm
- 1938: Geheimzeichen LB 17
- 1939: Der Schritt vom Wege
- 1939: Männer müssen so sein
- 1939: Nanette
- 1941: Am Abend auf der Heide
- 1941: Geheimakte W.B. 1
- 1955: Wer seine Frau lieb hat …
- 1955: Der Ochse von Kulm
- 1956: Drei Mädchen im Endspiel
- 1960: Der neue Fimmel

## Hörspiele (Auswahl)
- 1951: Alexander Jewdokimowitsch Korneitschuk: Im Holunderwäldchen oder Der Dorfpascha (Krym, alter Matrose) – Regie: Werner Wieland (Hörspiel – MDR)
- 1951: Pierre-Augustin Caron de Beaumarchais: Der tolle Tag oder Die Hochzeit des Figaro (Antonio) – Regie: Werner Wieland (Hörspiel – MDR)
- 1951: Gerhard W. Menzel: Der Weg des Julius Gasch (Gefängniswärter) – Regie: Werner Wieland (Hörspiel – MDR)
- 1964: K. M. Walló: Die Prinzessin mit dem goldenen Stern (ein Soldat) – Regie: Renate Thormelen (Kinderhörspiel – Litera)
- 1973: Norwegisches Volksmärchen: Der kleine Frikk (3. Stimme) – Regie: Christine van Santen (Kinderhörspiel –Litera)